# Shaquane Toussaint
Shaquane Toussaint (* 2005) ist ein grenadischer Leichtathlet, der im Weit- und Dreisprung an den Start geht.

## Sportliche Laufbahn
Erste internationale Erfahrungen sammelte Shaquane Toussaint bei den CARIFTA Games 2024 in St. George’s, bei denen er mit 6,75 m den fünften Platz im Weitsprung belegte und mit der grenadischen 4-mal-100-Meter-Staffel in 40,71 s die Bronzemedaille gewann. Zudem belegte er im Dreisprung mit 14,10 m den achten Platz.
2024 wurde Toussaint grenadischer Meister im Dreisprung.

## Persönliche Bestleistungen
- Weitsprung: 7,32 m (−0,3 m/s), 15. März 2025 in St. George’s
- Dreisprung: 14,10 (0,0 m/s), 1. April 2024 in St. George’s